# Пастак, Исаак Абрамович
Исаак Абрамович Паста́к (фр. Isaac Pastac; 13 [25] сентября 1894 или 1894, Феодосия, Таврическая губерния — 14 октября 1965 или 1965, Париж) — русский, чехословацкий и французский инженер-химик, доктор технических наук. Эмигрант, участник гражданской войны.

## Биография
Родился в Феодосии 13 (25) сентября 1894 года в состоятельной караимской семье землевладельца и учёного-агронома Абрама Исааковича Пастака. По окончании в 1911 году Симферопольской мужской казённой гимназии учился на физико-математическом факультете Санкт-Петербургского (Петроградского) университета, где изучал сельское хозяйство и химию. Ещё студентом был принят в члены Русского физико-химического общества. После выпуска работал научным сотрудником Горного института, инженером-химиком в лаборатории Главного артиллерийского управления Технологического института. В 1918 году мобилизован в Добровольческую армию ВСЮР, дослужился до поручика артиллерии. В 1920 году эвакуирован в Галлиполи, откуда через год вместе с младшим братом Шаббетаем уехал в Константинополь, а впоследствии — в Чехословакию.
В 1921—1924 годах учился на кафедре химико-технологической инженерии Пражского политехникума. В 1925 году в Техническом университете Брно защитил диссертацию «О подвижности радикалов в азотированном ароматическом ядре» (научный руководитель — профессор Витезслав Веселый), получил степень доктора технических наук. С 1925 года жил в Париже, преподавал в «Коллеж де Франс», руководил изысканиями нескольких крупных французских фирм. С 1929 года был организатором и главой на протяжении более 30 лет исследовательской лаборатории красителей и агрохимических веществ при «Обществе продуктов агрохимии» фирмы Ж. Трюффо в Версале. Во время Второй мировой войны трудился в центральном департаменте Франции, занимаясь вопросами производства пороха. Заведовал лабораторией одного из пороховых заводов.
Женат не был. Вместе с братом Шаббетаем (Себастьяном) Пастаком (1896—1985), тоже холостяком, жил в Вирофле. Увлекался медальерным искусством.  В 1958 году Исаак и Шаббетай Пастаки изготовили памятную медаль к 100-летию со дня рождения учёного-этнографа А. А. Башмакова. Братья были дружны с русским писателем И. С. Шмелёвым, с расстрелянным сыном которого Исаак Пастак служил ранее в одном полку. В письме к О. А. Бредиус-Субботиной Шмелёв так отзывался о нём: «Малоразговорчивый, большой химик, чудесное сердце».
Умер 15 октября 1965 года в Париже. Похоронен на кладбище Сент-Женевьев-де-Буа.

## Научная деятельность
Сделал около 50 научных открытий. Написал более 100 научных работ по агрономии и химии, среди которых: «Химиотерапия болезней растений» (1930), «Химия и удобрения» (1937), «Гербициды» (1944), «Удобрения и скороспелость» (1957), «Новые методы в сельском хозяйстве» (1959), а также работ в области фармацевтики и фармакологии («Действие лекарств с точки зрения химии» (1924) и др.). Публиковался во французских и других журналах, в т. ч. американском «Chemical Abstracts». Имел ряд патентов на изобретения и технические решения. Несколько введённых Пастаком в садоводство и огородничество химических препаратов оказали большую помощь садоводам, повысив урожайность до 30 %. Разработал курс органической химии, который издал в Праге в 1924 году на русском языке. Являлся редактором научного сборника Общества русских химиков в Брно (1925). В Коллеж де Франс работал над изучением процессов окисления органических соединений. Стал одним из основателей и вице-председателем Общества русских химиков во Франции, на заседаниях которого сделал более 60 докладов. Также выступал с докладами и лекциями в Союзе русских дипломированных инженеров и Русском научно-философском обществе. Учёным было предложено несколько препаратов для борьбы с онкологическими заболеваниями и для лечения кожных и тропических болезней (бильгарциоз, псориаз). Занимался проблемами переработки чая, использования мышьяка в промышленности, применения газов в военных условиях. Владел шестью языками.

## Общественная деятельность
- Член союза русских студентов (Чехословакия)
- Инициатор создания и один из руководителей Общества русских химиков в Брно (1924)
- Вице-председатель Общества русских химиков во Франции
- Член Общества садоводов во Франции
- Член Русского научно-философского общества
- Член Общества охранения русских культурных ценностей
- Член Американского химического общества
- Член караимского общества в Париже
- Корреспондент журнала «Русская мысль»[2][3][4]

## Награды
- Золотая медаль Общества поощрения национальной промышленности — за изобретение способа лечения болезней растений
- Золотая медаль Химического общества (1939)
- Орден «За заслуги в сельском хозяйстве» (1948)
- Орден Почётного Легиона (1954)
- Орден «За заслуги в исследованиях и изобретениях» (1964)[2][3]